# Піонеерс Форарльберг
Піонеерс Форарльберг (нім. Pioneers Vorarlberg) — хокейний клуб із Фельдкірха, Австрія. Заснований у 2022 році. Виступає в Австрійській хокейній лізі.

## Історія
У Фельдкірхі існує більш відомий хокейний клуб «Фельдкірх» але через фінансові проблеми він з 2000 років виступає в нижчих дивізіонах.
Клуб заснований у 2022 році. У червні того ж року дебютує в ICE Hockey League. У другому сезоні команду очолив канадський тренер Ділан Стенлі. За підсумками регулярного чемпіонату клуб посів десяте місце та пробився до чвертьфіналу, де поступився «Клагенфурту».

## Домашня арена
Домашні матчі приймає на «Форарльберггалле», місткістю 5200 глядачів.